# L'Année du Maghreb
L'Année du Maghreb est une revue scientifique semestrielle pluridisciplinaire, qui publie des travaux originaux de sciences sociales sur le Maghreb, valorisant l’approche de terrain et le travail sur des sources inédites. À partir d'études situées, la revue propose une lecture très vaste sur la place du Maghreb dans le monde mais aussi de la place du monde dans cette région. 

La revue est éditée par CNRS Éditions et soutenue par l'Institut de recherches et d'études sur le monde arabe et musulman (IREMAM, UMR 7310).

Chaque volume de L’Année du Maghreb est constitué d’un dossier de recherche thématique faisant écho à l'actualité et aux débats pluridisciplinaires en cours dans le champ des sciences sociales.
- La livraison de juin accueille des varias et des travaux de jeunes docteurs accompagnés par le comité de rédaction dans le cadre d’un atelier d’écriture.
- La livraison de décembre propose une analyse de l’actualité sociale et politique en Algérie, Libye, Maroc, Mauritanie et Tunisie, appuyée d'un ou plusieurs « gros plans » ouverts notamment aux questions culturelles, économiques, juridiques ou de relations internationales qui traversent les sociétés du Maghreb.

## Historique
L’Année du Maghreb succède, en 2004, à L’Annuaire de l’Afrique du Nord (AAN) dont la première parution aux éditions du CNRS remonte à 1962. Revue historique créée à la sortie de la guerre d'Algérie, l'Annuaire de l'Afrique du Nord a été publié sans interruptions de 1962 à 2003 à raison d'un numéro par an. l'AAN demeure une référence dans le domaine de l'anthropologie, de la sociologie, de l'histoire, des sciences politiques et de l'islamologie durant cette période avec une forte dimension internationale,.
En 2004, l'Annuaire de l'Afrique du Nord cède la place à une formule révisée qui prend le nom de L'Année du Maghreb. Eric Gobe en est le premier rédacteur en chef et le rythme de parution est maintenu à un numéro par an.
En 2013, Frédéric Abécassis devient rédacteur en chef de la revue et propose au comité de rédaction de publier deux numéros par an. Depuis 2013 L'Année du Maghreb est une revue semestrielle.

Revue internationale de rang A, L'Année du Maghreb est accessible en texte intégral sur OpenEdition Journals à partir du numéro 1 (2004).

## Editions
L'Année du Maghreb est éditée par une professionnelle, titulaire de la fonction publique, secrétaire de rédaction et d'édition (CNRS / IREMAM), à Aix-en-Provence. Le travail est assuré par un comité de rédaction composé de spécialistes reconnu.e.s de la région.
L'Année du Maghreb est publiée par les Éditions du CNRS avec les principaux soutiens de l’Institut de recherches et d'études sur le monde arabe et musulman (IREMAM, UMR 7310, CNRS/Aix-Marseille Université) et de l’Institut des Sciences humaines et sociales du CNRS (InSHS/CNRS). Elle bénéficie aussi de l’appui financier du Centre Norbert Elias (UMR 8562) et de l’Institut de recherches sur le Maghreb contemporain (IRMC, Tunis).
La revue est entièrement en ligne en libre accès à tous. Elle est référencée sur de nombreuses bases bibliographiques internationales, comme le DOAJ, ERIH+, WorldCat ou Web of Science.

## Numéros parus depuis 2004
2004 (n°1) : Dossier : L’espace euro-maghrébin

2005-2006 (n°2) : Dossier : Femmes, famille et droit

2007 (n°3) : Dossier : Justice, politique et société

2008 (n°4) : Dossier : La fabrique de la mémoire

2009 (n°5) : Dossier : S'opposer au Maghreb

2010 (n°6) : Dossier : Sexe et sexualités au Maghreb. Essais d'ethnographies contemporaines

2011 (n°7) : Dossier : Sahara en mouvement

2012 (n°8) : Dossier : Un printemps arabe ?

2013 (n°9) : Dossier: Le Maghreb avec ou sans l'Europe ?

2014, vol. 1, (n°10) : Dossier : Besoins d'histoire

2014, vol. 2, (n°11) : Dossier : Routes migratoires africaines et dynamiques religieuses

2015, vol. 1, (n°12) : Dossier : Villes et urbanités au Maghreb

2015, vol. 2, (n°13) : Dossier : Pratique du droit et propriétés au Maghreb

2016, vol. 1, (n°14) : Dossier : Musiques et sociétés

2016, vol. 2, (n°15) : Dossier : Profession journaliste

2017, vol. 1, (n°16) : Dossier : États et territoires du politique

2017, vol. 2, (n°17) : Dossier : Genre, santé et droits sexuels et reproductifs au Maghreb

2018, vol. 1, (n°18) : Dossier : Économies morales

2018, vol. 2, (n°19) : Dossier : Patrimonialiser au Maghreb

2019, vol. 1, (n°20) : Dossier : L'inévitable prison

2019, vol. 2, (n°21) : Dossier spécial : Quand l’Algérie proteste

2020, vol. 1, (n°22) : Dossier : Les partis islamistes ont-ils vraiment changé ?

2020, vol. 2, (n°23) : Dossier : citoyennetés : pratiques et ressources

2021, hors vol., (n°24) : Dossier spécial : L’Année du Maghreb : 60 ans de luttes 

2021, vol. 1, (n°25) : Dossier : Face au VIH/sida

2021, vol. 2, (n°26) : Dossier : Violences du passé, politique(s) au présent ?

2022, vol. 1, (n°27) : Dossier : Minorisations. Revisiter les conditions minoritaires

2022, vol. 2, (n°28) : Dossier : Libye(s) en devenir. Déchiffrer le changement sociopolitique en diachronie et à plusieurs échelles

2023, vol. 1, (n°29) : Dossier : Intimités en tension